# Ralph Waite
Ralph Waite (22. června 1926, White Plains, New York, USA – 13. února 2014, Palm Desert, Kalifornie) byl americký herec a režisér. Jeho nejznámější rolí byl Jon Walton starší v americkém seriálu The Waltons od televize CBS, kde si vyzkoušel i režii.

## Filmografie
- Frajer Luke (1967)
- Malé životní etudy (1970)
- Strážce zákona (1971)
- Grissomova banda (1971)
- Jízda sedmi statečných (1972)
- Kid Blue (1973)
- Osobní strážce (1992)
- Sluneční země (2002)
- Silver City (2004)

## Seriály
- Waltonovi / Waltons, The (1972)
- Kořeny (1977)
- Námořní vyšetřovací služba (2003 - ...)